# 熊緯
熊緯（？—1646年），字文江，江西南昌人，河南光山县籍。明朝政治人物。

## 生平
崇禎十二年（1639年）己卯科河南鄉試解元，十六年（1643年）癸未科進士。授行人司行人。兩京陷落，熊緯悲憤不已，每及飲酒，涕泗橫流。奔赴福建延平，拜謁唐王，擢給事中。隆武二年（1646年），清兵大舉入閩，破仙霞關。熊緯尋扈行至汀州，遘變，從官皆散，惟有熊緯堅持前行，途遇清兵，被殺。《明史》有傳。